# شيلينهوت
شيلينهوت (Xilinhot) هي مدينة في منطقة منغوليا الداخلية ذاتية الحكم، وهي المقر الإداري الحكومي للتقسيم الإداري شيلينغول Xilingol.
تبلغ مساحة شيلينهوت مقدار 14,785 كم2، وعدد السكان فيها مقدار 245,886 نسمة، وغالبيتهم (149 ألف) يعيشون في مناطق ريفية محيطة.
تعد هذه المدينة والمناطق المحيطة بها ذات أهمية اقتصادية لغناها بالمعادن، وتحوي على عدد معتبر من المناجم.